# Mariano Rojas
Mariano Rojas Gil (n. Cieza (Murcia); 12 de junio de 1973 - f. Murcia; 23 de junio de 1996) fue un ciclista español.
Profesional desde 1994, en tan solo dos temporadas y media dio numerosas muestras de su valía como corredor. Se defendía tanto en la contrarreloj como en la montaña, pero un accidente de tráfico acabó con su vida cuando estaba considerado como una de las grandes promesas del ciclismo español.

## Biografía
Tras unos prometedores inicios en las categorías cadete, juvenil y amateur, en 1994 ingresó en el ciclismo de élite en el Grupo Deportivo ONCE de la mano de Manolo Saiz.
Después de una primera temporada de contacto, logró sus mayores éxitos en 1995. Con solo 21 años, y siendo el corredor más joven del Tour de Francia de aquel año, asombró al pelotón internacional llegando a situarse entre los diez primeros de la clasificación general de aquella edición.
Una desafortunada caída bajando el Tourmalet le hizo abandonar cuando iba en el grupo de cabeza, pero su actuación había sido suficiente para que el mundo del ciclismo se fijase en él, en un año que, a la postre, supondría la última victoria de Miguel Induráin en el Tour, y en el que ya empezaba a buscársele sustitutos.
A mediados de la temporada siguiente, el 21 de junio de 1996, sufrió un trágico accidente automovilístico cuando se dirigía a disputar los Campeonatos de España.
 Tras dos días debatiéndose entre la vida y la muerte, finalmente falleció en el Hospital Virgen de la Arrixaca de Murcia.
 Su muerte causó conmoción, especialmente en el mundo del ciclismo y en la sociedad murciana.
Todos los años se le homenajea en un Memorial que se celebra por tierras murcianas y en el que participan los mejores ciclistas de las categorías Élite y Sub-23. Su hermano José Joaquín Rojas ha recogido su testigo y es profesional desde el año 2006.

## Palmarés
No consiguió ninguna victoria como profesional.

## Premios y reconocimientos
- Mejor Deportista de la Región de Murcia en 1995.
- Real Orden al Mérito Deportivo en su categoría de bronce a título póstumo.
- Medalla de Oro de la Región de Murcia al Mérito deportivo a título póstumo.
- Una avenida de la ciudad de Murcia lleva su nombre.
- Una calle lleva su nombre en las localidades de Cehegín, Cieza, La Alberca, Puente Tocinos, Alhama de Murcia y Bullas.
- El polideportivo de Cieza lleva su nombre.